# Робін Луд
Робін Луд (фін. Robin Lod, швед. вимова: [lu:d], нар. 17 квітня 1993, Гельсінкі) — фінський футболіст, півзахисник клубу МЛС «Міннесота Юнайтед» та національної збірної Фінляндії.
Виступав, зокрема, за клуби «Клубі-04» та ГІК.
Володар Кубка Фінляндії.

## Клубна кар'єра
Народився 17 квітня 1993 року в місті Гельсінкі. Вихованець футбольної школи клубу «ГІК».
У дорослому футболі дебютував 2005 року виступами за команду клубу «Клубі-04», в якій провів чотири сезони, взявши участь у 34 матчах чемпіонату.  
Своєю грою за цю команду привернув увагу представників тренерського штабу клубу ГІК, до складу якого приєднався 2011 року. Відіграв за команду наступний сезон своєї ігрової кар'єри.
2012 року уклав контракт з клубом «ВПС», у складі якого провів наступні жодного років своєї кар'єри гравця. 
У 2013 році повернувся до команди клубу ГІК. Більшість часу, проведеного у складі, був основним гравцем команди.
До складу клубу «Панатінаїкос» приєднався 2015 року. Відтоді встиг відіграти за клуб з Афін 16 матчів в національному чемпіонаті.

## Виступи за збірні
2010 року дебютував у складі юнацької збірної Фінляндії, взяв участь у 4 іграх на юнацькому рівні, відзначившись 2 забитими голами.
Протягом 2012–2015 років залучався до складу молодіжної збірної Фінляндії. На молодіжному рівні зіграв у 15 офіційних матчах, забив 1 гол.
2013 року дебютував в офіційних матчах у складі національної збірної Фінляндії. Наразі провів у формі головної команди країни 11 матчів, забивши 1 гол.

## Титули і досягнення
- Чемпіон Фінляндії (4):

ГІК: 2011, 2012, 2013, 2014
- Володар Кубка Фінляндії (1):

ГІК: 2014
- Володар Кубка Фінської ліги (1):

ГІК: 2015